# Taça de Portugal 1986/87
Die Taça de Portugal 1986/87 war die 47. Austragung des portugiesischen Pokalwettbewerbs. Er wurde vom portugiesischen Fußballverband ausgetragen. Pokalsieger wurde Titelverteidiger Benfica Lissabon, das sich im Finale gegen Sporting Lissabon durchsetzte. Da Benfica auch die Meisterschaft gewann und am Europapokal der Landesmeister 1987/88 teilnahm, war der unterlegene Finalist für den Europapokal der Pokalsieger 1987/88 qualifiziert.
Alle Begegnungen wurden in einem Spiel ausgetragen. Bei unentschiedenem Ausgang wurde zur Ermittlung des Siegers eine Verlängerung gespielt. Stand danach kein Sieger fest, wurde das Spiel wiederholt, eventuell mit Verlängerung und Elfmeterschießen.

## Teilnehmende Teams
| Primeira Divisão (16) | Segunda Divisão (48) | Segunda Divisão (48) | Segunda Divisão (48) |
| --- | --- | --- | --- |
| - Académica de Coimbra - Belenenses Lissabon - Benfica Lissabon - Sporting Braga - Boavista Porto - GD Chaves - O Elvas CAD - SC Farense - Marítimo Funchal - Portimonense SC - FC Porto - Rio Ave FC - SC Salgueiros - Sporting Lissabon - Varzim SC - Vitória Guimarães | - Académico de Viseu FC - RD Águeda - Atlético CP - FC Barreirense - SC Beira-Mar - GD Bragança - CD Cova da Piedade - SC Covilhã - Desportivo Aves - CF Esperança Lagos - SC Espinho - GD Estoril Praia - CD Estarreja - CF Estrela Amadora - SC Estela Portalegre - AD Fafe                                                                                                 | - FC Famalicão - CD Feirense - FC Felgueiras - SC Freamunde - Gil Vicente FC - AD Guarda - Leixões SC - Lusitânia Lourosa - FC Lixa - SC Lusitânia - GD Mangualde - AC Marinhense - UR Mirense - CD Montijo - Nacional Funchal - SC Olhanense | - Clube Oriental de Lisboa - FC Paços de Ferreira - FC Penafiel - GD Peniche - SG Sacavenense - GD Samora Correia - FC Tirsense - CD Trofense - União de Almeirim - SC União Torreense - União de Coimbra - União Leiria - União Madeira - União Santiago do Cacém - Vitória Setúbal - FC Vizela                                                                                 |
| Terceira Divisão (96) | | | |
| - CD Alcains - ACR Alvorense - GC Alcobaça - Amarante FC - FC Amares - Amora FC - Anadia FC - GD da Quimigal Barreiro - UD Belmonte - SCE Bombarralense - AC Cacém - Caldas SC - SC Campomaiorense - SL Cartaxo - Juventude Campinense - Benfica e Castelo Branco - FC Cesarense - CRP Delães - Eléctrico Ponte de Sor - Ermesinde SC - AD Esposende - CD Fátima - ARCD Ferrel - Atlético Fronteirense | - CD Gouveia - GD Guiense - Imortal DC - FC Infesta - GD Joane - Juventude Évora - Lusitano GC Évora - Leça FC - SC Leiria e Marrazes - AD Limianos - Vitória Lissabon - Louletano DC - AD Lousada - CD Lousanense - CD Luso - CA Macedo de Cavaleiros - FC Marco - CF Marialvas - GD Mealhada - Merelinense FC - CA Mirandense - Moreirense FC - Moura AC - Naval 1º de Maio | - Neves FC - GD Nazarenos - Odivelas FC - SL Olivais - CD Olivais e Moscavide - Oliveira do Bairro SC - CF Oliveira do Douro - FC Oliveira Hospital - UD Oliveirense - ARC Oliveirinha - AD Ovarense - SC Paivense - USC Paredes - Pedrouços AC - GD Pescadores - Piense SC - AD Ponte da Barca - CD Portalegrense - SC Praiense - CDR Quarteirense - Atlético Reguengos - CD Santa Clara - CF Santa Iria - Santa Maria FC | - AR São Martinho - UD Seia - FC Seixal - GD Sesimbra - Silves FC - GD Santacombadense - Sport União Sintrense - UD Santarém - CD Tondela - GD Torralta - GD Tabuense - União Lamas - GD Usseira - CA Valdevez - UD Valonguense - GD Valpaços - Vasco da Gama AC - GD Vialonga - Vieira SC - UD Vilafranquense - SC Vila Real - Sport Viseu e Benfica - SC Vianense - FC Vinhais |
| Distrikte (32) | | | |
| - Benfica Águia Sport - CD Amiense - GD Argus - SC Arcozelo - GD Águias Camarate - Sporting Cambres - Carvalhais FC - Desportivo Castelo Branco | - CF Os Ceramistas - FC Cortegaça - Sporting Cuba - Forjães SC - CF Os Gavionenses - AC Geraldes - Gondomar SC - Marítimo Graciosa | - CD Lajense - SC Lourinhanense - Lusitano VRSA - SC Maria da Fonte - Monte Caparica AC - FC Mogadourense - CRD Moreirense - Murça SC | - Paio Pires FC - Juventude Pessegueirense - CD Portosantense - GD Praia Vieira - GD Portel - SC Sabugal - AD São Pedro da Cova - Vitória Sernache |

## 1. Runde
Die Vereine der Primeira und Segunda Divisão stiegen erst in der 2. Runde ein.
|                          | Ergebnis  |                           |
| ------------------------ | --------- | ------------------------- |
| FC Vinhais               | 1:1 n. V. | Moreirense FC             |
| GD Usseira               | 4:2       | GC Alcobaça               |
| USC Paredes              | 0:2       | AD Ovarense               |
| Sport Viseu e Benfica    | 1:2       | Anadia FC                 |
| Vitória Lissabon         | 1:0       | Lusitano GC Évora         |
| GD Valpaços              | 1:1 n. V. | AD Lousada                |
| AD Esposende             | 2:1       | SC Vila Real              |
| Sport União Sintrense    | 2:1       | GD Portel                 |
| UD Santarém              | 6:1       | GD Praia Vieira           |
| SC Praiense              | 0:1       | UD Vilafranquense         |
| SC Campomaiorense        | 0:0 n. V. | Lusitano VRSA             |
| Vieira SC                | 2:0       | SC Maria da Fonte         |
| SL Cartaxo               | 2:1       | GD Pescadores             |
| União Lamas              | 4:1       | SC Vianense               |
| GD Torralta              | 5:0       | Atlético Reguengos        |
| SC Arcozelo              | 1:2       | UD Valonguense            |
| ARCD Ferrel              | 2:1       | AC Geraldes               |
| Vitória Sernache         | 2:2 n. V. | GD Guiense                |
| CD Lousanense            | 4:0       | CD Gouveia                |
| FC Cesarense             | 1:0       | SC Paivense               |
| CRP Delães               | 0:1       | AD São Pedro da Cova      |
| FC Amares                | 0:0 n. V. | AD Limianos               |
| Louletano DC             | 5:1       | Imortal DC                |
| Sporting Cambres         | 2:0       | SC Sabugal                |
| Benfica e Castelo Branco | 1:0       | CA Mirandense             |
| Atlético Fronteirense    | 1:1 n. V. | CD Lajense                |
| AC Cacém                 | 2:1       | GD Vialonga               |
| Moura AC                 | 4:2       | Sporting Cuba             |
| Pedrouços AC             | 1:0       | Amarante FC               |
| Benfica Águia Sport      | 2:0       | Juventude Campinense      |
| UD Belmonte              | 2:1 n. V. | GD Santacombadense        |
| Caldas SC                | 2:0       | UD Oliveirense            |
| SCE Bombarralense        | 2:0       | Desportivo Castelo Branco |
| CD Portalegrense         | 2:0       | SC Leiria e Marrazes      |
| GD Argus                 | 0:2       | CD Luso                   |
| CDR Quarteirense         | 0:0 n. V. | SC Lourinhanense          |
| GD Sesimbra              | 2:1       | CF Os Gavionenses         |
| Marítimo Graciosa        | 0:1       | CD Portosantense          |
| GD Tabuense              | 1:2       | CF Marialvas              |
| Forjães SC               | 1:3       | GD Joane                  |
| FC Seixal                | 3:3 n. V. | CD Santa Clara            |
| FC Marco                 | 2:1       | Gondomar SC               |
| FC Infesta               | 2:1       | Merelinense FC            |
| CRD Moreirense           | 2:0       | UD Seia                   |
| Odivelas FC              | 2:1       | GD da Quimigal Barreiro   |
| Santa Maria FC           | 4:1       | CF Os Ceramistas          |
| FC Mogadourense          | 0:5       | CA Macedo de Cavaleiros   |
| Monte Caparica AC        | 3:1       | GD Águias Camarate        |
| Piense SC                | 1:2       | ACR Alvorense             |
| Juventude Pessegueirense | 0:1       | CD Tondela                |
| AD Ponte da Barca        | 2:0       | Neves FC                  |
| Eléctrico Ponte de Sor   | 3:1       | CD Alcains                |
| CF Santa Iria            | 3:0       | SL Olivais                |
| AR São Martinho          | 0:1       | Ermesinde SC              |
| CD Fátima                | 1:0       | CD Amiense                |
| GD Nazarenos             | 1:1 n. V. | Carvalhais FC             |
| Naval 1º de Maio         | 1:0       | FC Cortegaça              |
| Murça SC                 | 1:2       | CA Valdevez               |
| CD Olivais e Moscavide   | 2:1       | Vasco da Gama AC          |
| Oliveira do Bairro SC    | 1:0       | GD Mealhada               |
| FC Oliveira Hospital     | 1:0       | ARC Oliveirinha           |
| CF Oliveira do Douro     | 2:1       | Leça FC                   |
| Paio Pires FC            | 1:3       | Juventude Évora           |
| Amora FC                 | 1:1 n. V. | Silves FC                 |

### Wiederholungsspiele
|                  | Ergebnis              |                       |
| ---------------- | --------------------- | --------------------- |
| SC Lourinhanense | 4:1                   | CDR Quarteirense      |
| Lusitano VRSA    | 1:1 n. V. (3:1 i. E.) | SC Campomaiorense     |
| AD Limianos      | 0:0 n. V. (3:4 i. E.) | FC Amares             |
| FC Vinhais       | 0:1                   | Moreirense FC         |
| CD Lajense       | 1:0                   | Atlético Fronteirense |
| GD Guiense       | 2:1                   | Vitória Sernache      |
| AD Lousada       | 0:0 n. V. (5:4 i. E.) | GD Valpaços           |
| Carvalhais FC    | 0:2                   | GD Nazarenos          |
| CD Santa Clara   | 1:4                   | FC Seixal             |
| Silves FC        | 3:0                   | Amora FC              |

## 2. Runde
Die Spiele fanden am 22. und 23. November 1986 statt.
|                          | Ergebnis  |                          |
| ------------------------ | --------- | ------------------------ |
| Caldas SC                | 3:2       | Monte Caparica AC        |
| GD Torralta              | 1:0       | União de Coimbra         |
| Vitória Guimarães        | 4:1       | Vitória Setúbal          |
| FC Lixa                  | 4:0       | AD Lousada               |
| Nacional Funchal         | 1:2 n. V. | CF Marialvas             |
| União Madeira            | 1:1 n. V. | AD Fafe                  |
| SC Lusitânia             | 3:0       | Eléctrico Ponte de Sor   |
| CD Lajense               | 1:0       | ARCD Ferrel              |
| CRD Moreirense           | 0:1       | Lusitânia Lourosa        |
| Naval 1º de Maio         | 4:2       | GD Usseira               |
| Oliveira do Bairro SC    | 2:1       | GD Mangualde             |
| Lusitano GC Évora        | 0:1 n. V. | Boavista Porto           |
| GD Estoril Praia         | 2:0       | Sport União Sintrense    |
| GD Bragança              | 1:0       | CA Valdevez              |
| FC Tirsense              | 1:0       | SG Sacavenense           |
| FC Oliveira Hospital     | 0:0 n. V. | Ermesinde SC             |
| GD Joane                 | 2:1       | GD Peniche               |
| Gil Vicente FC           | 1:2       | CF Esperança Lagos       |
| GD Guiense               | 0:3       | FC Vizela                |
| União Santiago do Cacém  | 1:0 n. V. | União Leiria             |
| SC Covilhã               | 2:1       | Vitória Lissabon         |
| SC União Torreense       | 1:0       | UD Vilafranquense        |
| CD Tondela               | 2:0 n. V. | Santa Maria FC           |
| União Lamas              | 2:0       | Lusitano VRSA            |
| UR Mirense               | 2:1       | SC Espinho               |
| SC Olhanense             | 5:0       | Odivelas FC              |
| SC Freamunde             | 2:1       | Desportivo Aves          |
| AD Ponte da Barca        | 0:2       | Académico de Viseu FC    |
| GD Samora Correia        | 1:0       | AD São Pedro da Cova     |
| Silves FC                | 1:0       | GD Sesimbra              |
| SC Farense               | 1:0 n. V. | CF Estrela Amadora       |
| Clube Oriental de Lisboa | 4:0       | CA Macedo de Cavaleiros  |
| Moreirense FC            | 2:0       | CD Portalegrense         |
| Sporting Cambres         | 1:2       | Atlético CP              |
| CD Feirense              | 3:0 n. V. | Moura AC                 |
| AC Marinhense            | 1:3       | RD Águeda                |
| AC Cacém                 | 2:0       | FC Paços de Ferreira     |
| AD Esposende             | 1:2       | Louletano DC             |
| AD Guarda                | 2:1       | AD Ovarense              |
| CD Montijo               | 4:0       | Benfica e Castelo Branco |
| Benfica Águia Sport      | 1:2 n. V. | SL Cartaxo               |
| FC Famalicão             | 1:0       | Pedrouços AC             |
| CD Cova da Piedade       | 3:0       | CD Portalegrense         |
| FC Barreirense           | 1:2       | UD Santarém              |
| FC Infesta               | 8:1       | GD Nazarenos             |
| Anadia FC                | 4:1       | FC Cesarense             |
| FC Amares                | 2:0       | UD Belmonte              |
| FC Porto                 | 6:0       | SC Salgueiros            |
| Marítimo Funchal         | 5:0       | SC Lourinhanense         |
| CD Portosantense         | 0:2       | Belenenses Lissabon      |
| FC Penafiel              | 6:2       | CD Olivais e Moscavide   |
| CD Trofense              | 0:0 n. V. | Sporting Braga           |
| O Elvas CAD              | 1:0       | FC Marco                 |
| CD Lousanense            | 1:4       | Belenenses Lissabon      |
| FC Felgueiras            | 2:2 n. V. | GD Chaves                |
| União de Almeirim        | 1:1 n. V. | CD Fátima                |
| Portimonense SC          | 1:0       | Leixões SC               |
| Vieira SC                | 1:1 n. V. | CD Luso                  |
| ACR Alvorense            | 0:1 n. V. | CD Estarreja             |
| SCE Bombarralense        | 0:3       | Benfica Lissabon         |
| SC Beira-Mar             | 4:2       | Varzim SC                |
| Rio Ave FC               | 5:0       | UD Valonguense           |
| CF Santa Iria            | 0:2       | FC Seixal                |
| CF Oliveira do Douro     | 2:1 n. V. | Académica de Coimbra     |

### Wiederholungsspiele
|                | Ergebnis |                      |
| -------------- | -------- | -------------------- |
| Sporting Braga | 4:0      | CD Trofense          |
| CD Fátima      | 3:1      | União de Almeirim    |
| GD Chaves      | 4:1      | FC Felgueiras        |
| Ermesinde SC   | 7:1      | FC Oliveira Hospital |
| CD Luso        | 1:2      | Vieira SC            |
| AD Fafe        | 5:2      | União Madeira        |

## 3. Runde
Die Spiele fanden am 20. und 21. Dezember 1986 statt.
|                          | Ergebnis  |                         |
| ------------------------ | --------- | ----------------------- |
| Oliveira do Bairro SC    | 0:1       | O Elvas CAD             |
| Naval 1º de Maio         | 0:0 n. V. | União Lamas             |
| Clube Oriental de Lisboa | 4:2       | FC Seixal               |
| Marítimo Funchal         | 0:1       | GD Torralta             |
| GD Estoril Praia         | 0:0 n. V. | Ermesinde SC            |
| GD Chaves                | 4:2       | Belenenses Lissabon     |
| CD Fátima                | 2:6       | SC União Torreense      |
| CD Lajense               | 0:3       | GD Samora Correia       |
| Rio Ave FC               | 3:1       | Caldas SC               |
| UR Mirense               | 3:3 n. V. | Silves FC               |
| Vitória Guimarães        | 2:1       | GD Joane                |
| SL Cartaxo               | 2:1       | Sporting Braga          |
| Vieira SC                | 0:1       | SC Covilhã              |
| FC Tirsense              | 0:0 n. V. | SC Farense              |
| SC Beira-Mar             | 0:1 n. V. | Sporting Lissabon       |
| RD Águeda                | 2:1 n. V. | CD Tondela              |
| FC Penafiel              | 2:1       | CF Marialvas            |
| CD Montijo               | 0:1       | Portimonense SC         |
| CD Cova da Piedade       | 2:3       | SC Olhanense            |
| CD Feirense              | 1:0       | Lusitânia Lourosa       |
| CD Estarreja             | 1:4       | FC Porto                |
| Atlético CP              | 5:2       | AD Guarda               |
| Benfica Lissabon         | 4:0       | UD Santarém             |
| Louletano DC             | 0:1       | AC Cacém                |
| CF Esperança Lagos       | 4:1       | GD Bragança             |
| FC Lixa                  | 3:0       | CF Oliveira do Douro    |
| Moreirense FC            | 0:1       | Boavista Porto          |
| FC Infesta               | 5:0       | União Santiago do Cacém |
| FC Famalicão             | 4:1       | SC Lusitânia            |
| FC Amares                | 1:3       | FC Vizela               |
| Anadia FC                | 2:1       | Académico de Viseu FC   |
| AD Fafe                  | 3:0       | SC Freamunde            |

### Wiederholungsspiele
|              | Ergebnis |                  |
| ------------ | -------- | ---------------- |
| União Lamas  | 1:2      | Naval 1º de Maio |
| SC Farense   | 3:0      | FC Tirsense      |
| Ermesinde SC | 2:0      | GD Estoril Praia |
| Silves FC    | 3:1      | UR Mirense       |

## 4. Runde
Die Spiele fanden am 18. Januar 1987 statt.
|                          | Ergebnis  |                    |
| ------------------------ | --------- | ------------------ |
| RD Águeda                | 0:1       | Ermesinde SC       |
| Clube Oriental de Lisboa | 2:3       | Sporting Lissabon  |
| O Elvas CAD              | 1:2       | SC Olhanense       |
| Rio Ave FC               | 3:1       | FC Lixa            |
| SC Farense               | 3:1       | FC Famalicão       |
| GD Torralta              | 2:0       | FC Vizela          |
| SL Cartaxo               | 0:0 n. V. | Benfica Lissabon   |
| Naval 1º de Maio         | 0:6       | Boavista Porto     |
| GD Chaves                | 4:1       | CD Feirense        |
| CF Esperança Lagos       | 3:0       | Atlético CP        |
| AC Cacém                 | 2:2 n. V. | SC Covilhã         |
| Anadia FC                | 0:0 n. V. | SC União Torreense |
| FC Infesta               | 0:1       | Portimonense SC    |
| Silves FC                | 2:1       | FC Penafiel        |
| FC Porto                 | 5:0       | GD Samora Correia  |
| AD Fafe                  | 0:3       | Vitória Guimarães  |

### Wiederholungsspiele
|                    | Ergebnis |            |
| ------------------ | -------- | ---------- |
| SC Covilhã         | 2:1      | AC Cacém   |
| SC União Torreense | 1:0      | Anadia FC  |
| Benfica Lissabon   | 7:0      | SL Cartaxo |

## Achtelfinale
Die Spiele fanden am 8. März 1987 statt.
|                   | Ergebnis  |                    |
| ----------------- | --------- | ------------------ |
| SC Covilhã        | 0:2       | FC Porto           |
| Sporting Lissabon | 5:0       | CF Esperança Lagos |
| Vitória Guimarães | 2:0       | Silves FC          |
| SC Olhanense      | 1:1 n. V. | GD Chaves          |
| SC Farense        | 1:0       | Rio Ave FC         |
| Boavista Porto    | 6:0       | GD Torralta        |
| Portimonense SC   | 1:0       | Ermesinde SC       |
| Benfica Lissabon  | 6:1       | SC União Torreense |

### Wiederholungsspiel
|           | Ergebnis |              |
| --------- | -------- | ------------ |
| GD Chaves | 4:1      | SC Olhanense |

## Viertelfinale
Die Spiele fanden am 17. und 18. April 1987 statt.
|                   | Ergebnis |                   |
| ----------------- | -------- | ----------------- |
| Sporting Lissabon | 4:1      | GD Chaves         |
| FC Porto          | 5:0      | Vitória Guimarães |
| Portimonense SC   | 3:1      | SC Farense        |
| Boavista Porto    | 1:3      | Benfica Lissabon  |

## Halbfinale
Die Spiele fanden am 10. Mai 1987 statt.
|                  | Ergebnis  |                   |
| ---------------- | --------- | ----------------- |
| FC Porto         | 0:1 n. V. | Sporting Lissabon |
| Benfica Lissabon | 4:0       | Portimonense SC   |

## Finale
| Paarung           | Benfica Lissabon – Sporting Lissabon |
| Ergebnis          | 2:1 (1:0) |
| Datum             | 7. Juni 1987 |
| Stadion           | Estádio Nacional, Oeiras |
| Schiedsrichter    | Carlos Valente |
| Tore              | 1:0 Diamantino Miranda (39.) 2:0 Diamantino Miranda (55.) 2:1 Marlon Brandao (80.) |
| Benfica Lissabon  | Silvino Louro – António Veloso, Dito, Edmundo, Álvaro Magalhães – Shéu , Diamantino Miranda, Adelino Nunes (84. Tueba Menayame), Carlos Manuel – Rui Águas, Chiquinho Carlos (42. Wando) Cheftrainer: John Mortimore ( England) |
| Sporting Lissabon | Vítor Damas – Virgílio Lopes (68. Mário Jorge), Pedro Venâncio, Duílio (73. Marlon Brandão), João Luís – Oceano Cruz, Mário, Silvinho – Manuel Fernandes, Raphael Meade, Peter Houtman Cheftrainer: Keith Burkinshaw ( England) |
| Gelbe Karten      | António Veloso, Edmundo Pascoal, Diamantino Mirando, Carlos Manuel – Mário Coelho, Oceano Cruz |